# Rosohuvateț, Pidvolociîsk
Rosohuvateț (în ucraineană Росохуватець) este un sat în comuna Supranivka din raionul Pidvolociîsk, regiunea Ternopil, Ucraina.

## Demografie
Componența lingvistică a localității Rosohuvateț
     Ucraineană (99,7%)
     Alte limbi (0,3%)
Conform recensământului din 2001, majoritatea populației localității Rosohuvateț era vorbitoare de ucraineană (99,7%), existând în minoritate și vorbitori de alte limbi.